# Jaime Lorca
Jaime Lorca (n. 1960) es un actor, dramaturgo y director chileno de renombre internacional, cofundador de la famosa compañía La Troppa y actualmente dedicado a proyectos teatrales independientes. Acreedor dos veces del Premio Altazor de las Artes Nacionales, se dedica en la profundización del teatro de marionetas.

## Historia
Lorca estudió teatro en la Pontificia Universidad Católica de Chile.

### Trabajos
Al recibirse de la Universidad, funda junto a Juan Carlos Zagal y Laura Pizarro la compañía La Troppa, con quienes montó las siguientes puestas en escena:
- 1987 - El Santo Patrono
- 1988 - Salmón Vudú
- 1989 - El rap del Quijote
- 1991 - Pinocchio (de Carlo Collodi)
- 1992 - Lobo de Boris Vian
- 1995 - Viaje al centro de la Tierra (de Julio Verne)
- 1999 - Gemelos (basado en el cuaderno de Agota Kristof)
- 2003 - Jesús Betz (de Fred Bernard) y Francois Roca

Con Gemelos la compañía alcanza renombre internacional, presentando su trabajo en varios países de América, Europa y Asia. Es en Francia donde se establecieron durante un tiempo para la elaboración de sus trabajos.
Una vez desintegrada la compañía en 2005, Jaime Lorca formó el colectivo teatral Viaje Inmóvil, con quienes ha realizado varios trabajos que continúan persiguiendo el uso de marionetas como recurso dramático:
- 2006 - Gulliver
- 2008 - El último heredero
- 2010 - Chef
- 2012 - Otelo
- 2014 - La Venganza de Ricardo
- 2019 - Lear

### Premios
Jaime Lorca ha recibido dos veces el Premio Altazor de las Artes Nacionales: en 2000, por la obra Gemelos, y en 2004, gracias a Jesús Betz. Además fue nominado al mismo premio en 2007 por Gulliver. En 2013 recibió el Premio Municipal de Artes Escénicas de Santiago.